# Ratkovac (Lajkovac)
Ratkovac (Lajkovac) (em cirílico: Ратковац) é uma vila da Sérvia localizada no município de Lajkovac, pertencente ao distrito de Kolubara. A sua população era de 314 habitantes segundo o censo de 2011.

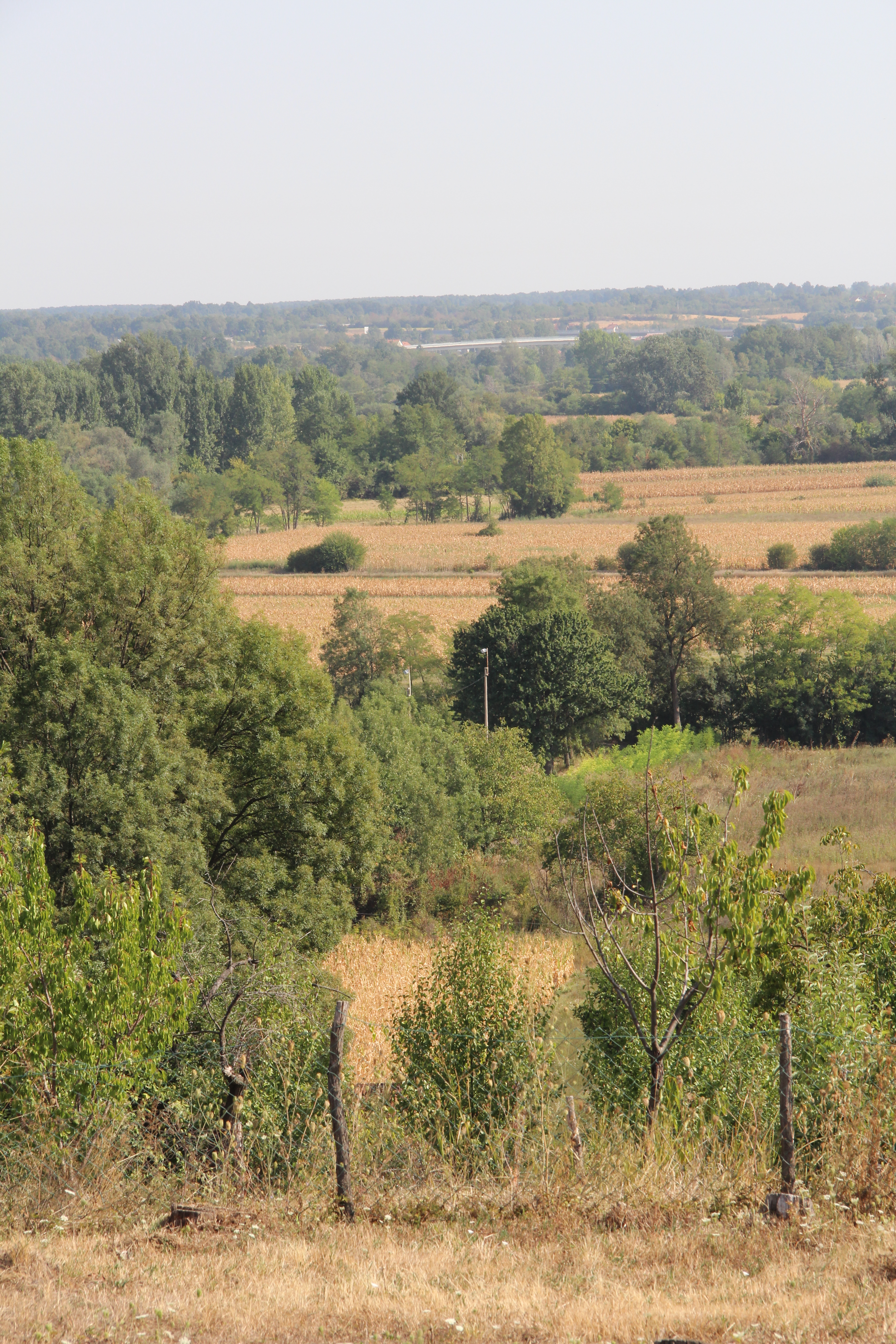
Ratkovac - Panorama
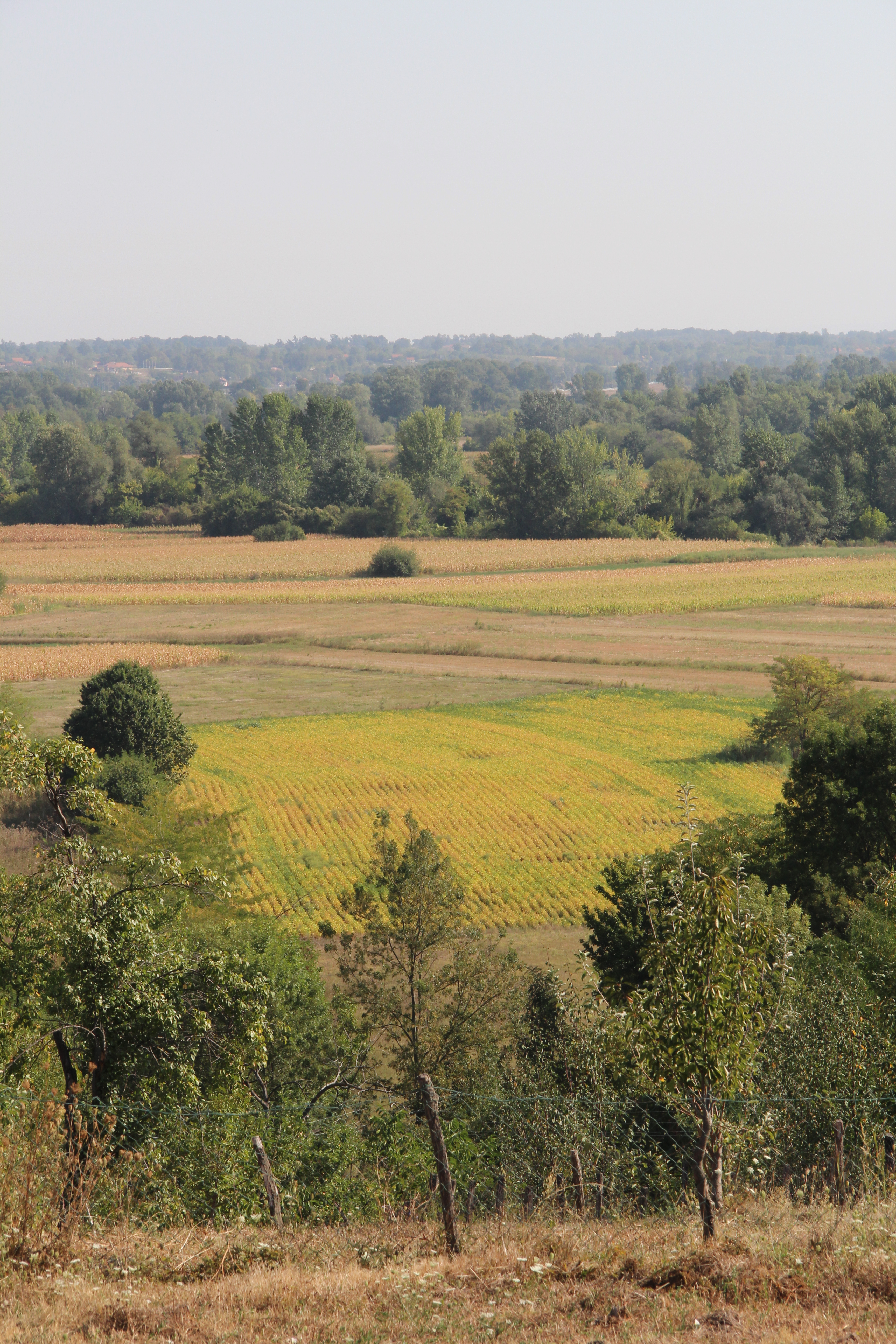
Ratkovac - Panorama
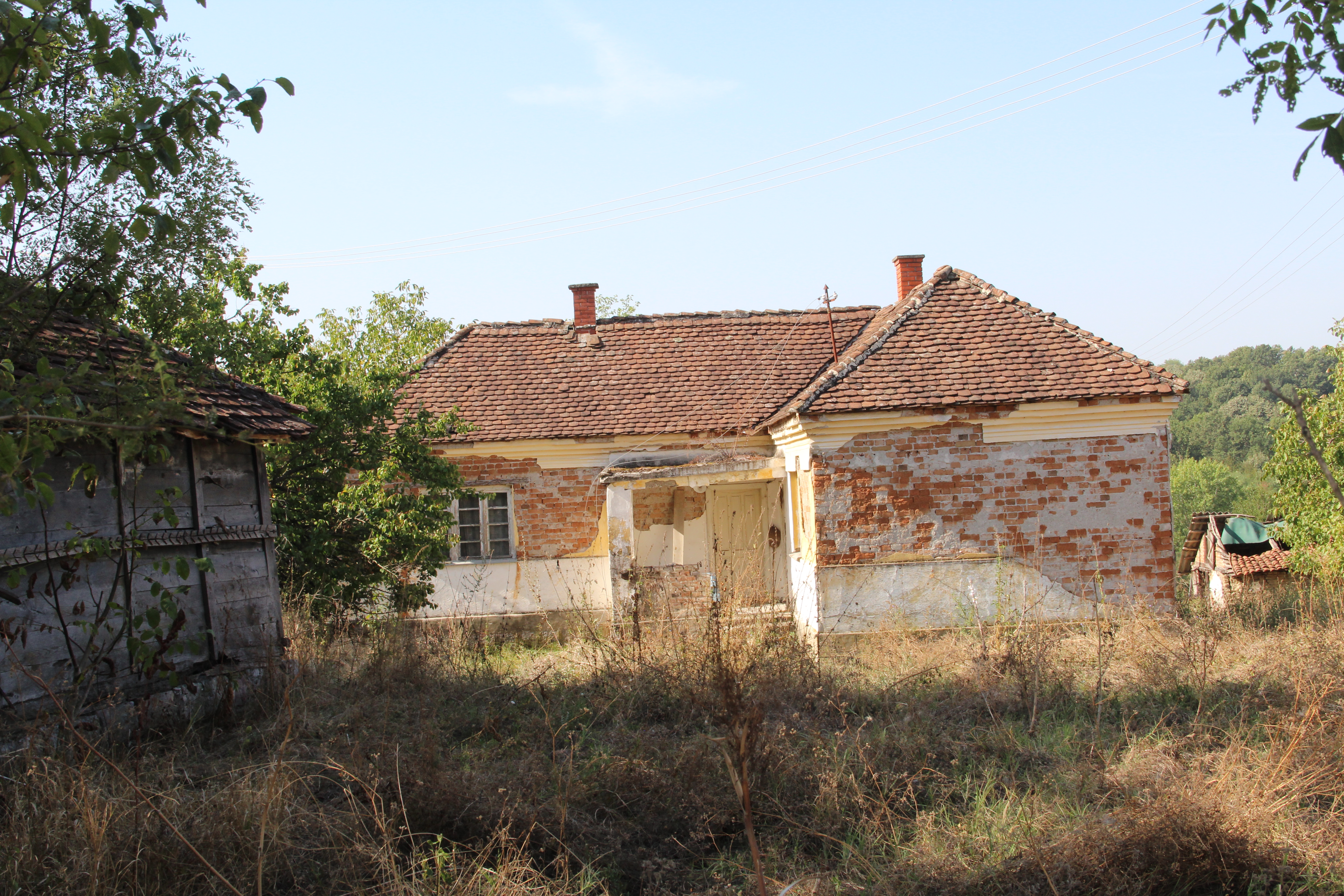
Ratkovac - Panorama
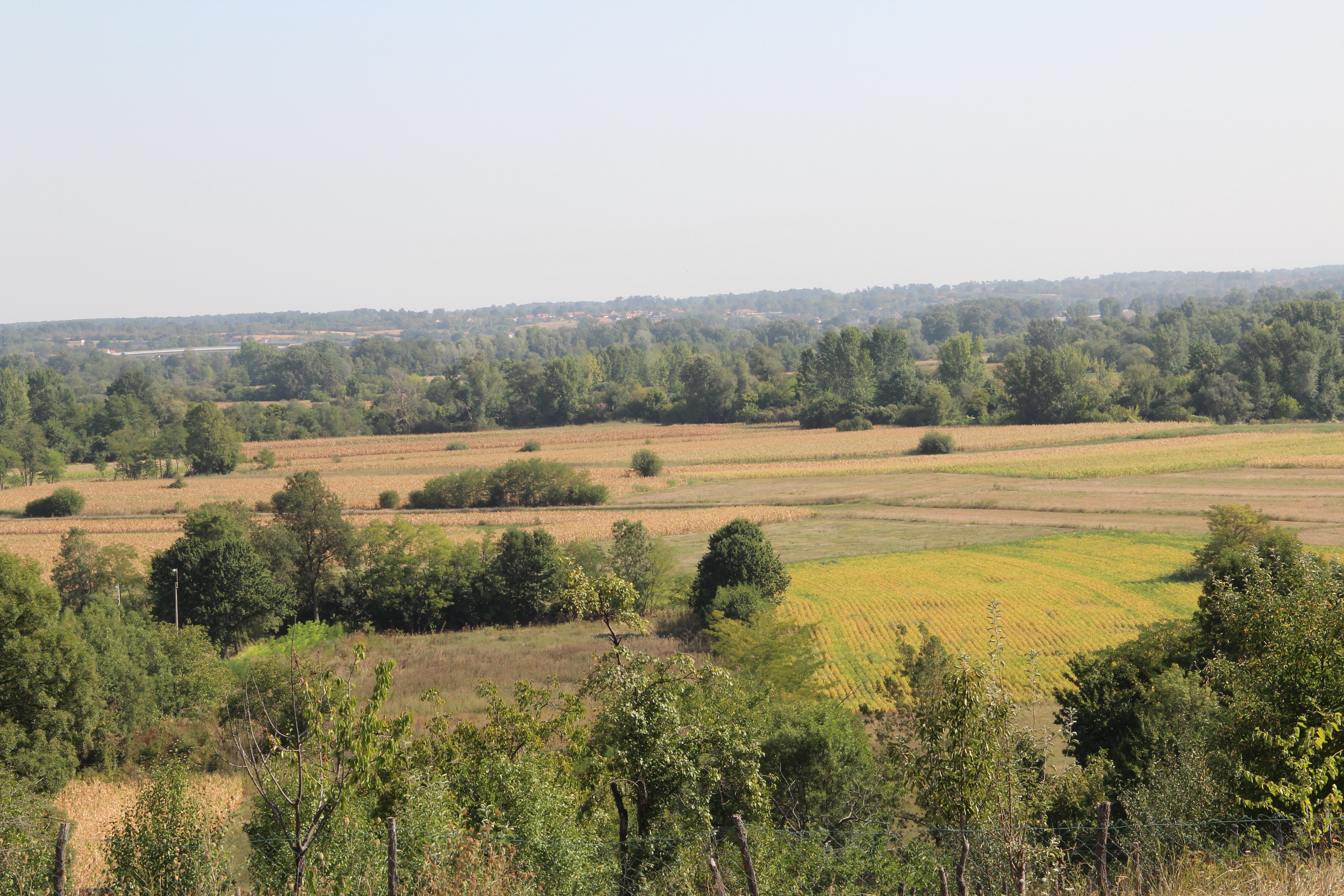
Ratkovac - Panorama
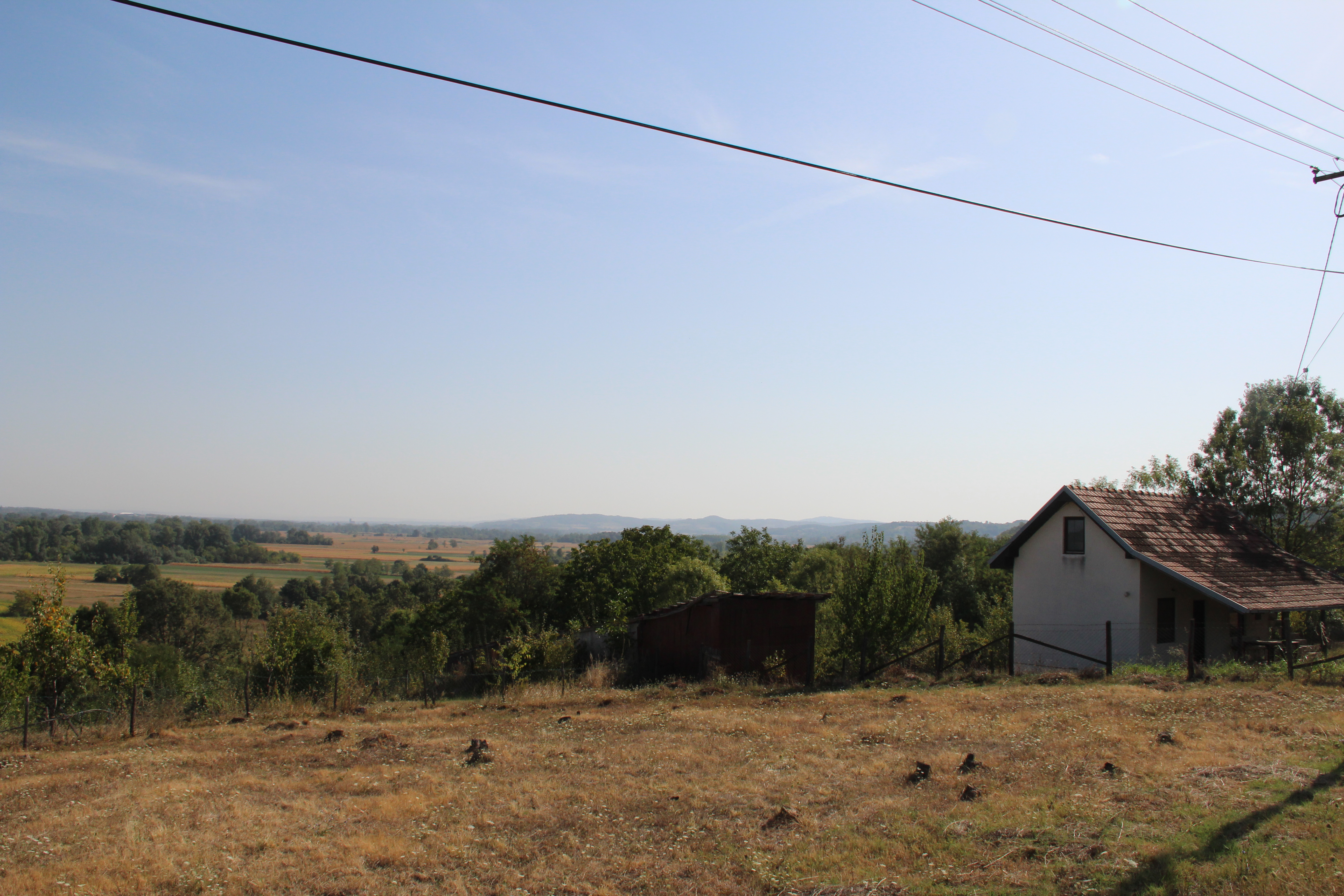
Ratkovac - Panorama
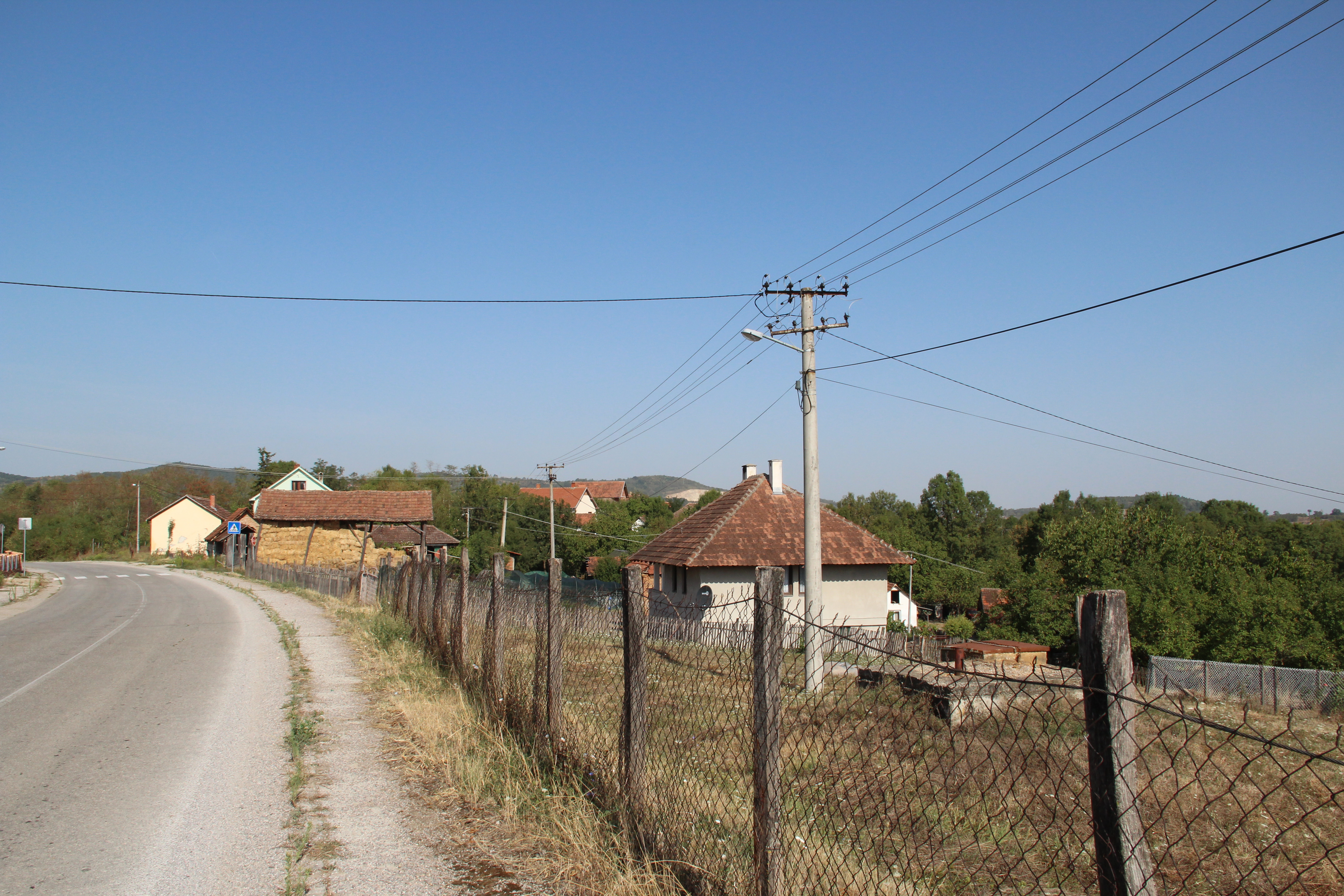
Ratkovac - Panorama

## Demografia
| 1948 | 1953 | 1961 | 1971 | 1981 | 1991 | 2002 | 2011 |
| ---- | ---- | ---- | ---- | ---- | ---- | ---- | ---- |
| 647  | 644  | 581  | 504  | 471  | 396  | 378  | 314  |